# Emma buskii
Emma buskii är en mossdjursart som först beskrevs av Wyville Thomson 1858.  Emma buskii ingår i släktet Emma och familjen Candidae. Inga underarter finns listade i Catalogue of Life.